# Егма
Егма, Пейнірлікьоню (тур. Peynirlikönü Düdeni) — найглибша печера Туреччини, за станом на 15 березня 2010 року Егма — 14-а у світі печера по глибині. Назва Егма — акронім, складений з перших літер дослідників: Еврена Гюная (Evren Günay) і загиблого в печері Мехмета Алі Озеля (Mehmet Ali Özel).

## Географія
Знаходиться на плато Ташелі (тур. Taşeli) в ілі Мерсін на півдні Анатолії за 17 км на південний захід від Анамура. Її глибина складає - 1429 м. Вхід знаходиться на висоті 1900 м н.р.м. Довжина печери сягає 3118 м.

## Історія досліджень
У 1988 році професор Темучин Айген отримав від кочівників інформацію про величезну карстову воронку. З того часу почалося дослідження печери, BÜMAK (Спелеологічним товариством університету Богазічі (тур. Boğaziçi) із Стамбула). Ці дослідження привели до відкриття 11 печер, дві з яких є найглибшими в Туреччині. У 1993 році в проваллі Пейнірлікьоню спелеологи досягли глибини 252 м, наступного року — глибини 530 м, а в 1997 році було досягнуте її дно на глибині 1377 м. Печера стала найглибшою в країні.
У серпні 2001 року сталася трагедія — потужна злива прихопила експедицію BÜMAK під час спуску в печеру. Частину печери було затоплено, при цьому загинув спелеолог Мехмет Алі Озель (Mehmet Ali Özel), що перебував у цей час на глибині 1280 м. У 2004 році за допомогою членів Болгарської Федерації Спелеології BÜMAK досягла найглибшої частини печери, яка сягає 1429 м. Їх зупинило велике і глибоке підземне озеро. Члени експедиції підняли тіло загиблого спелеолога на поверхню.